# Štěpán z Pernštejna a Medlova
Štěpán z Pernštejna a Medlova byl moravský šlechtic z rodu pánů z Medlova, pravděpodobně zakladatel nebo jeden ze zakladatelů rodu pánů z Pernštejna. V písemných pramenech se uvádí v letech 1285 až 1322. A právě v roce 1285 se uvádí po Pernštejně, což je i první písemná zmínka o tomto hradu.
V letech 1286 a 1292 se uvádí v listinách dle svého původního predikátu po Medlově.
Jeho potomstvo není známo, existuje několik hypotetických rodokmenů, které se navzájem liší. Teoretickými syny by mohli být Jimram z Pernštejna (1349–1350), Filip z Jakubova (1345) a Štěpán z Pernštejna (1345). O nich však neexistují žádné zprávy.